# キスカ島
キスカ島（キスカとう、英語: Kiska）は、アリューシャン列島西部のラット諸島に位置し、アメリカ合衆国アラスカ州に属する島である。
“キスカ”の名は、この地方に居住していた先住民族であるアレウト族がこの島の呼称として用いていたアレウト語（英字転化：Qisxa）に由来する。

## 概要

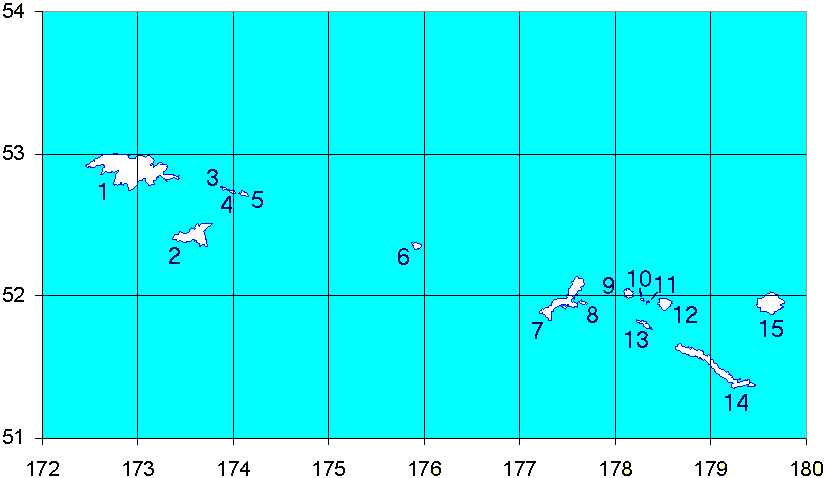
1-5 ニア諸島
1 - アッツ島
2 - アガッツ島
3-5 - セミチ諸島
3 - アライド島
4 - ニズキ島
5 - シェムリャ島
6 - ブルダー島
7-15 ラット諸島
7 - キスカ島
8 - 小キスカ島
9 - セグラ島
10 - クヴォストフ島
11 - ダヴィドフ島
12 - 小スィッキン島
13 - ラット島
14 - アムチトカ島
15 - セミソポクノイ島

1741年にヴィトゥス・ベーリングによって発見され、1867年のアラスカ購入によってアラスカ本土と共にアメリカ領となった。太平洋戦争中の1942年（昭和17年）6月7日に日本軍が攻略・占領し、鳴神島（なるかみとう）と命名されたが、1943年8月にアメリカ軍により奪還された。
現在は定住者のいない無人島であり、島内には各所に戦時の遺構や兵器が残されている。全域がアラスカ国立海洋野生生物保護区（Alaska Maritime National
Wildlife Refuge）に指定されており、また1985年にはアメリカ合衆国国定歴史建造物（National Historic Landmark）に指定され、自然環境及び歴史遺産保護と安全確保の為に、外来者の立ち入りは制限されている。

## キスカ火山

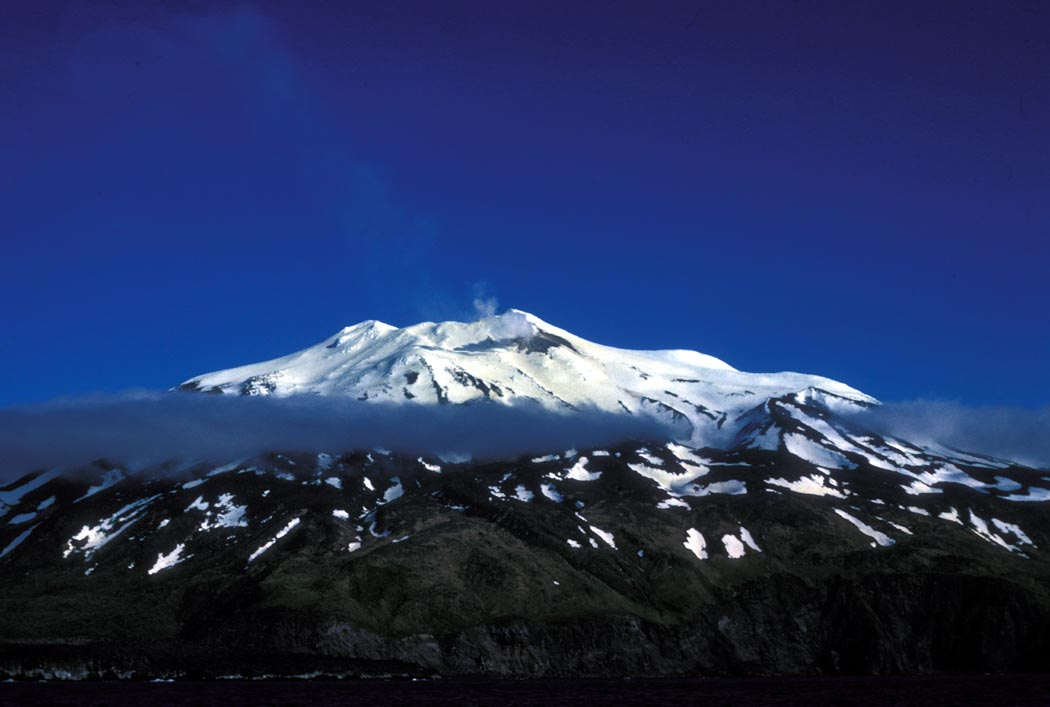
キスカ火山

キスカ火山（英語: Kiska Island volcano：アレウト族の言葉でQisxan Kamgii）は島の北端に位置する成層火山で、底部の幅は5.3 by 4.0 mi (8.5 by 6.4 km)、標高は4,006フィート (1,221 m)である。
1962年1月24日、爆発的な噴火が起き、溶岩の噴出と標高約98フィート (30 m)の噴石丘形成もみられた。この噴石丘はキスカ火山の北側側面にある“シリウスポイント（Sirius Point）”、主火山の頂上から1.9マイル (3.1 km)の地点に形成された（en:Anchorage Daily News、1962年1月30日）。
溶岩流出を伴う2回目の噴火が1964年3月18日に起こったと報告されている（Bulletin of Volcanic Eruptions, 1964）。

## 太平洋戦争
太平洋戦争（大東亜戦争）中の1942年（昭和17年）6月、ミッドウェー作戦の陽動作戦として、同じアメリカのアリューシャン列島のアッツ島と共に日本軍に攻略された。アメリカ本土が占領されるのは初のことであった。
1943年（昭和18年）5月にアメリカ軍による奪還作戦が決行され、日本軍守備隊と交戦。アメリカ本土である以外に、戦略的にこの島を重要視しない日本軍は増員を拒否し、アメリカ軍の猛攻と周辺海域をアメリカ海軍艦隊に包囲され、物資の補給は滞り、ついに救出作戦が決定された。
アッツ島をアメリカ軍が奪還すると、キスカ島でも緊張が高まった。その結果、戦略的意義が再検討され、キスカ島より撤退することとなった。幾度となく日本海軍救援艦隊が派遣されたが、気象状況（濃霧）や米艦隊の展開に阻害され、ようやく木村昌福少将率いる救援艦隊（第五艦隊）により、同年7月、無事救出された（キスカ島撤退作戦）。
なお、この救出成功の要因は、敵艦隊に狙われるのを避けるために霧発生などで危険な島西側を回ったことや、装備などを全て放棄して人員の救出に専念したことがあげられる。特に装備の放棄については、物資が不足した時期でありながら、兵員の小銃等の装備は全て放棄し、大発（上陸用舟艇）も兵員収容スペース確保のために廃棄するなど、かなり大胆な行動をとった。
アメリカ軍は撤退したとは知らず、無人となった島に艦砲による猛攻撃をかけ、多数の部隊を上陸させたが、残っていたのは軍用犬2匹のみだったとされる（コテージ作戦）。この際、アメリカ軍は同士討ちによる死傷者を多数発生させている。なお、日本軍は撹乱を企図して「ペスト患者収容所」と書かれた立て看板をわざと残したため、これを見たアメリカ軍は一時パニック状態に陥って本国に大量のワクチンを緊急発注した（ドナルド・キーンの自伝小説『私と20世紀のクロニクル』にもこの顛末が登場する）。

## 第二次世界大戦後
キスカ島救出作戦は、1965年（昭和40年）には、東宝で、『太平洋奇跡の作戦 キスカ』として映画化されている。また、フジテレビ系列放送の『奇跡体験!アンビリバボー』やテレビ朝日系列の『ビートたけしの!こんなはずでは!!』でも紹介された。
1978年（昭和53年）、島で戦死した約140人の慰霊のため政府の巡拝団が戦後初上陸。キスカ湾には陸軍の輸送艦浦塩丸、野島丸、日曜丸が陸に乗り上げたまま放置されていた。巡拝団は鳥居だけが残っていた白糸神社跡に合同慰霊碑を建立した。

## キスカ島の登場する作品

### 映画
- 『太平洋奇跡の作戦 キスカ』
- 『霧が晴れるとき』（2020年12月25日）

### アニメ
- 『アニメンタリー 決断』第16話「キスカ島撤退」

### 漫画（フィクション）
- かわぐちかいじ『ジパング』（歴史改変が起きた世界で、史実とは異なるキスカ島退却作戦が描かれる）

### 小説
- 古川日出男『ベルカ、吠えないのか?』（取り残された軍用犬が物語の出発点）
- 松岡圭祐『八月十五日に吹く風』